# Stadion am Böllenfalltor
Merck-Stadion am Böllenfalltor är en multifunktionell arena i Darmstadt, Hessen, Tyskland. Den används för närvarande till fotbollsmatcher och är hemmaarena för SV Darmstadt 98. Arenan har en kapacitet på 17 468 åskådare.